# José Teixidor y Barceló
José Teixidor y Barceló es un músico y compositor español nacido en Serós, Lérida en 1750 y fallecido en 1811.

## Biografía
En Madrid, fue organista del convento de las Descalzas Reales y de la Real Capilla en la que ingresó como vicemaestro.

## Obras

### Obras escritas
- Apuntes curiosos de Teixidor, Barcelona, 1992.
- Discurdo sobre la historia universal de la música.., Madrid: Villalpando, 1804.
- Glosas con intenciones sobre el himno del Sacris Solemnis, 1978.
- Historia de la música española.., Lérida, I. d'E. I.,1996.
- Tratado fundamental de la música, Barcelona: Institución Milà i Fontanals, 2009.

### Audio
- Los Stradivarius de la colección real, Madrid, RTVE, 1996.
- Quartets de corda, Barcelona: La Mà de Guido, 2010.
- Sonatas españolas del siglo XVIII / Pablo Cano, Barcelona: Belter, 1982.
- 1730-1754 (Enregistrament sonor), Barcelona: Enciclopèdia Catalana, 2005.